# جان-لوك بيرغن
جان-لوك بيرغن (بالهولندية: Jean-Luc Bergen)‏ هو لاعب كرة قدم هولندي، ولد في 8 ديسمبر 1988. لعب مع SV Racing Club Aruba ‏.